# Precinct de Wine Hill
Le precinct de Wine Hill est un precinct électoral situé au sud-est du comté de Randolph dans l'Illinois, aux États-Unis. En 2010, ce precinct comptait une population de 435 habitants.

## Source de la traduction
- (es) Cet article est partiellement ou en totalité issu de l’article de Wikipédia en espagnol intitulé « Distrito electoral de Wine Hill (Illinois) » (voir la liste des auteurs).